# Гемпль, Джордж
Джордж Гемпль (6 июня 1859, Уайтуотер, штат Висконсин — 14 августа 1921, Стэнфорд, Калифорния) — американский филолог, англист.

## Биография
Сын немецких иммигрантов из Саксонии Генри Теодора Гемпля (Гемпеля) и Анны, урождённой Ганцше. Вырос в Уайтуотере, Чикаго и Батл-Крике (штат Мичиган), учился в Мичиганском университете. Затем преподавал в средних школах, с 1879 по 1882 год в Сагино (Мичиган) и с 1882 по 1884 год в Ла-Порте (Индиана). В 1884 году перевёлся в Университет Джонса Хопкинса в качестве преподавателя немецкого языка. С 1886 по 1889 год совершил длительное путешествие по Европе, где обучался в университетах Берлина, Геттингена, Йены, Страсбурга и Тюбингена. В Йене в 1889 году получил степень доктора философии.
Вернувшись в США Гемпль в том же 1889 году стал доцентом английского языка в Мичиганском университете. В 1893 году был назначен младшим профессором, а в 1897 — профессором английского языка и общего языкознания. 1 января 1907 года перевёлся в Стэнфордский университет, где до самой смерти был профессором германской филологии. Был членом нескольких академических обществ, в том числе Американской филологической ассоциации (президент 1903—1904), Археологического института Америки, Ассоциации современного языка, Американского диалектного общества и Международной фонетической ассоциации .
Гемпль интенсивно занимался фонологией и орфографией английского и немецкого языков. Написал множество эссе на эту тему, несколько руководств, а также подготовил четырёхчастное издание «Вильгельма Телля» Шиллера (1900), в котором фонетический и орфографический текст на немецком языке располагался слева, а два английских перевода — справа: подстрочный (дословный) перевод и перевод, ориентированный на целевой язык. Кроме того, Гемпл изучал многочисленные вымершие индоевропейские языки, в том числе италийские, а также хеттский. Часть этих исследований была опубликована посмертно в сборнике под названием «Средиземноморские исследования»(1930—1931) .

## Труды
- Chaucer’s Pronunciation and the Spelling of the Ellesmere Ms. Boston 1893
- Old-English Phonology. Boston 1893
- German Orthography and Phonology. A Treatise with a Word-List. Boston / London 1897
- The Easiest German Reading for Learners Young or Old. English Nursery Rimes in German. Boston / London 1899
- Wilhelm Tell by Johann Christoph Friedrich von Schiller. In Four Parts. New York 1900
- Mediterranean Studies. 3 Bände, Stanford 1930—1931